# Observatorio del Emprendimiento y la PYME de Canarias
Das Observatorio del Emprendimiento y la PYME de Canarias (OEPYME; frei übersetzt: Kanarische Forschungsstelle für Unternehmertum und KMU) ist eine Forschungseinrichtung, die sich aus Wissenschaftlern der Universitäten von Las Palmas de Gran Canaria (ULPGC) und La Laguna (ULL) zusammensetzt. Ihre Hauptaufgabe besteht darin, die Entwicklung von kleinen und mittleren Unternehmen (KMU) auf den Kanarischen Inseln zu beobachten und zu analysieren.

## Geschichte und Finanzierung
Das OEPYME wurde im Oktober 2022 durch ein Kooperationsabkommen zwischen den öffentlichen Universitäten der Kanarischen Inseln – der Universität von Las Palmas de Gran Canaria und der Universität La Laguna – und der Regierung der Kanarischen Inseln über das Ministerium für Wirtschaft, Wissen und Beschäftigung gegründet. Das Observatorium wird vom Arbeitsamt der Kanarischen Inseln (SCE) finanziert, um den Wissenstransfer von den Universitäten zur Gesellschaft zu fördern und unternehmerische Entscheidungen sowie öffentliche Politiken zu unterstützen.

## Aufgaben
OEPYME fungiert als regionales Forschungs- und Wissenszentrum für Projekte wie das Global Entrepreneurship Monitor (GEM), die Global University Entrepreneurial Spirit Students’ Survey (GUESSS) und FAEDPYME. Es erstellt Berichte, führt Umfragen durch, entwickelt spezialisierte Studien und bietet Beratungsdienste an, während es gleichzeitig an internationalen Netzwerken im Bereich Unternehmertum und Unternehmen teilnimmt.

## Verbundene Projekte

### GEM Canarias
GEM Canarias ist der regionale Knotenpunkt des internationalen Projekts Global Entrepreneurship Monitor, der größten Studie zur unternehmerischen Tätigkeit weltweit. OEPYME leitet das Forschungsteam, das für die Datenerhebung, Analyse und Veröffentlichung der Informationen über das unternehmerische Ökosystem der Kanarischen Inseln im GEM Spanien-Bericht verantwortlich ist.

### GUESSS Canarias
GUESSS Canarias vertritt die Kanarischen Inseln im internationalen GUESSS-Projekt, das unternehmerische Absichten unter Studierenden weltweit untersucht. OEPYME koordiniert die Durchführung der Studie an den öffentlichen Universitäten des Archipels.

### FAEDPYME Canarias
FAEDPYME Canarias ist das regionale Zentrum von FAEDPYME, einem iberoamerikanischen Netzwerk zur strategischen Analyse von KMU. Aus den Kanarischen Inseln heraus trägt OEPYME zur Datenerhebung und zum regionalen Vergleich zwischen Spanien und Lateinamerika bei.

## Wissenschaftliche Arbeit und Verbreitung
Die Forschungsergebnisse und Veröffentlichungen des OEPYME sind über das Universitätsinstitut für Tourismus und nachhaltige wirtschaftliche Entwicklung (TIDES) sowie das Forschungsrepository der ULPGC, accedaCRIS, zugänglich. Die Forscher unterhalten außerdem Profile auf wissenschaftlichen Plattformen wie Google Scholar, ORCID, ResearchGate und Dialnet.

## Anerkennung und Kooperationen
OEPYME arbeitet mit öffentlichen Institutionen, Unternehmensverbänden, Handelskammern und regionalen Medien zusammen, um unternehmerische Politiken auf den Kanarischen Inseln zu unterstützen.

## Forschungsteam
Das Forschungsteam besteht aus Experten für Unternehmensorganisation und -management der öffentlichen Universitäten der Kanarischen Inseln. An der ULPGC gehört das Team zur Forschungsgruppe Entrepreneurship, Digital Business and Innovation (EEdI), die Teil von TIDES ist, während an der ULL die Mitglieder zur Gruppe Business and Society (ES) des Universitätsinstituts für Unternehmensführung (IUE) gehören.